# Музей-усадьба Надежды Дуровой
Музей-усадьба Надежды Дуровой — единственный в мире мемориальный дом-музей кавалерист-девицы Надежды Андреевны Дуровой (Александра Андреевича Александрова), расположенный в городе Елабуге Республики Татарстан.
В настоящее время музей-усадьба является структурным подразделением Елабужского государственного историко-архитектурного и художественного музея-заповедника.

## Надежда Дурова в Елабуге
Надежда Андреевна Дурова (также Александр Андреевич Александров) — русский кавалерист, офицер Русской императорской армии, герой Отечественной войны 1812 года, участник Смоленской и Бородинской битв, писатель.
В 1816 году после многочисленных просьб отца Александр Александров вышел в отставку в чине штабс-ротмистра и с пенсионом; проживал в городах Вятской губернии: то в Сарапуле, то в Елабуге. Последние годы жизни — с 1841 по 1866 — провел в маленьком домике у младшего брата в Елабуге (ныне — на территории Республики Татарстан). Скончался здесь же 21 марта (2 апреля) 1866 и был похоронен на местном Троицком кладбище.

## История музея
Решением исполкома Елабужского городского совета народных депутатов от 8 октября 1958 года в честь 175-й годовщины со дня рождения Надежды Дуровой на стене дома, где она прожила свои последние годы, была установлена мемориальная доска с надписью: «В этом доме проживала с 1841 г. и умерла в 1866 г. Надежда Андреевна Дурова — кавалерист-девица, герой Отечественной войны 1812 г., ординарец фельдмаршала М. И. Кутузова».
В 1983 году в Елабуге отметили 200 лет со дня рождения кавалерист-девицы: в городе была организована научно-практическая конференция, прошёл митинг, собравший представителей городской общественности, литераторов, историков и краеведов. В Елабугу приехали представители Правительства и Министерства культуры Татарской АССР. Итогом праздничных мероприятий стало решение о создании музея в сохранившемся мемориальном доме.